# Międzynarodowa Komisja Mieszana do dialogu teologicznego między Kościołem katolickim a starożytnymi Kościołami wschodnimi
Międzynarodowa Komisja Mieszana do dialogu teologicznego między Kościołem katolickim a starożytnymi Kościołami wschodnimi – działająca od 2003 roku komisja teologiczna, składająca się z delegacji Kościoła katolickiego oraz Kościołów orientalnych.
W skład delegacji Kościołów orientalnych wchodzą:
- Koptyjski Kościół Ortodoksyjny
- Syryjski Kościół Ortodoksyjny
- Ormiański Kościół Apostolski
- Etiopski Kościół Ortodoksyjny
- Erytrejski Kościół Ortodoksyjny
- Malankarski Kościół Ortodoksyjny.

## Historia
Od Soboru Watykańskiego II Kościół Katolicki zintensyfikował wysiłki na rzecz dialogu ekumenicznego. Kolejni papieże popisywali ze zwierzchnikami Kościołów orientalnych wspólne deklaracje. Doprowadziło to do rozpoczęcia w 2003 roku oficjalnego dialogu teologicznego.
Obecnie komisja rozważa zagadnienie sakramentów inicjacji chrześcijańskiej.

## Spotkania Komisji
- Rzym, 27-29 stycznia 2003 - spotkanie przygotowawcze
- Kair, 27-30 stycznia 2004
- Rzym, 26-29 stycznia 2005
- Eczmiadzyn, 27-30 stycznia 2006
- Rzym, 28 stycznia - 3 lutego 2007
- Ma’arrat Sajdnaja, 27 stycznia - 2 lutego 2008
- Rzym, 24-31 stycznia 2009
- Antiljas, 27-31 stycznia 2010
- Rzym, 25-28 stycznia 2011
- Addis Abeba, 17-21 stycznia 2012
- Addis Abeba, 23-27 stycznia 2013
- Pampakuda, 28 stycznia - 1 lutego 2014
- Rzym, 24-31 stycznia 2015
- Kair, 30 stycznia - 6 lutego 2016
- Rzym, 22-18 stycznia 2017
- Eczmiadzyn, 29 stycznia - 5 lutego 2018

## Dokumenty wypracowane przez Komisję
Dotychczas Komisja przyjęła dwa wspólnie wypracowane dokumenty:
- "Wyzwanie komunii w życiu wczesnego Kościoła i jego skutki w poszukiwaniu komunii obecnie"
- "Natura, struktura i misja Kościoła"